# Steve Reed (chính khách)
Steven Mark Ward Reed OBE (sinh ngày 12 tháng 11 năm 1963) là một chính khách của Lao động và Đảng Hợp tác, là thành viên của Nghị sĩ Quốc hội (MP) cho Croydon North từ năm 2012. Ông là Lãnh đạo của Hội đồng Lambeth từ năm 2006 đến 2012. Reed, kể từ tháng 4 năm 2020, là Bộ trưởng Ngoại giao Bóng tối cho Cộng đồng và Chính quyền Địa phương.

## Đầu đời
Reed sinh ra và lớn lên ở St Albans, Hertfordshire và gia đình ông làm việc tại nhà máy in Odhams ở Watford cho đến khi nó đóng cửa vào năm 1983. Trong khoảng thời gian này, ông tham gia Đảng Lao động. Ông tiếp tục học tiếng Anh tại Đại học Sheffield. Ông làm việc trong ngành xuất bản giáo dục từ năm 1990 đến 2008.

## Đời tư
Reed là người đồng tính công khai. Ông sống ở Croydon.